# Jardim do Mar

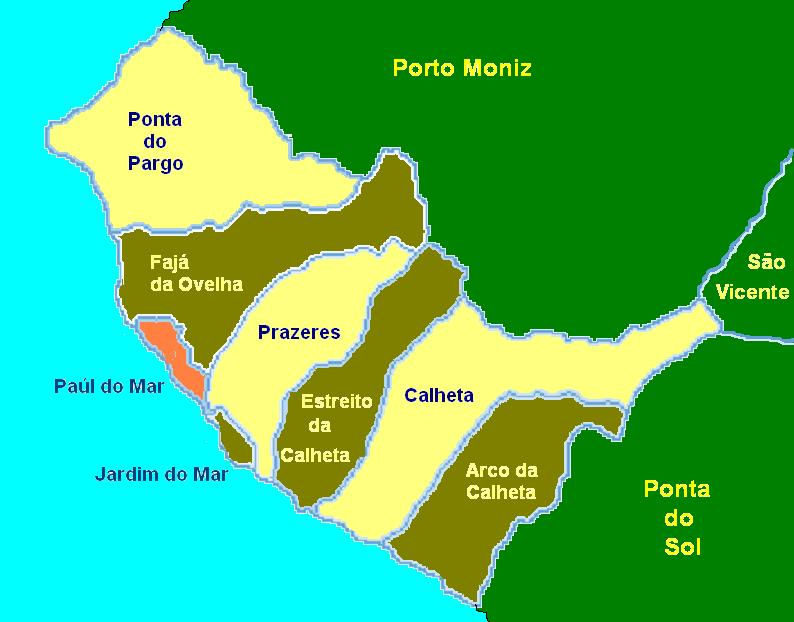
Calheta járás települései

Jardim do Mar egy hatszázötven lakosú halászfalu Madeira Calheta járásában, a járás székhelyétől mintegy öt kilométerre; a sziget egyik legrégibb települése.

## Földrajzi helyzete, közlekedése
A sziget délnyugati részén egy keskeny parti teraszon épült. Kikötője csak kisebb hajók fogadására alkalmas. A terasz belső peremén az Estreito da Calhetát Fajã da Ovelhával összekötő (tengerparti) ER 223 út alagútba bújik, és csak Paúl do Marnál, több mint egy kilométer múlva bújik elő.

## Látnivalók, nevezetességek
- A keskeny földsáv igen termékeny (a Jardim szó kertet jelent); az utcákat is változatos dísznövények teszik hangulatosabbá.
- A városka főteréről utcácska vezet a látványosra kiépített tengerparti sétányra; a parton egykor kis erőd állt.
- A Nossa Senhora de Rosario plébániatemplom.